# Лор, Ина
Ина Лор (нем. Ina Lohr; 1903, Амстердам — 1983, Базель) — швейцарский композитор и музыковед нидерландского происхождения.
Лор родилась в Амстердаме в 1903 году. Она училась игре на скрипке в Амстердамском музыкальном лицее и окончила его в 1929 году со степенью в области педагогики игры на скрипке. В 1942 году во время поездки на поезде в Давос она почувствовала себя плохо и, чтобы отдохнуть, сошла с поезда в Базеле, где решила жить. В 1930 году Лор стала ассистенткой Пауля Захера, что сильно повлияло на её музыкальную карьеру. Позже Лор стала одним из основателей и преподавателем Базельской школы канторов (Schola Cantorum Basiliensis), где она преподавала протестантскую церковную музыку и литургию. В 1958 году Базельский университет присвоил ей звание почётного доктора теологии.

## Работа и творчество
Автор ораторий «Мария Египетская» (нем. Maria Aegyptiaca — ein geistliches Spiel; 1953, слова Ирмгард фон Фабер-дю-Фор) и «Песнь песней» (1967, в соавторстве с канадским библеистом Калвином Зеервелдом, подготовившим для этого сочинения новый перевод библейского текста), сборника хоралов (нидерл. Liedboek voor de kerken; 1973). Опубликовала монографию «Сольмизация и церковные тональности» (нем. Solmisation und Kirchentonarten; 1943). Один из первых преподавателей  Базельской школы канторов , а затем и Базельской музыкальной академии. С 1941 года вела курс протестантской церковной музыки на богословском факультете Базельского университета. В 1946 году она впервые выступила в Часовне Бегейнхоф с докладом «Песни реформаторов и их значение для нашего времени».